# Tour de Utah de 2013
A 9ª edição do Tour de Utah, disputou-se desde a 6 ao 11 de agosto de 2013.
Contou com seis etapas começando em Brian Head e finalizando Park City depois de 942,7 km de percurso.
Ao igual que em edições anteriores, a etapa rainha foi a 5ª com final na estação de esqui Snowbird (Alta) e a novidade é que em 2013 não teve etapa contrarrelógio.
Por terceira vez esteve incluída no calendário internacional americano, sendo a 23ª corrida do UCI America Tour de 2012-2013.
O vencedor foi o estadounidense Tom Danielson, integrante da equipa Garmin Sharp. Foi seguido no pódio por seu compatriota Chris Horner (RadioShack Leopard) e Janier Acevedo (Jamis-Hagens Berman).
Nas classificações secundárias impuseram-se o neozelandês Michael Torckler (montanha), os australianos Michael Matthews e Lachlan Morton (pontos e jovens) e Radioshack Leopard (equipas).

## Equipas participantes
Tomaram parte da corrida 16 equipas, sendo 5 de categoria UCI Pro Team, 3 Profissionais Continentais e 8 Continentais.
| Equipa                                  | Cód. UCI | Categoria                |
| --------------------------------------- | -------- | ------------------------ |
| BMC Racing Team                         | BMC      | UCI Pro Team             |
| Garmin Sharp                            | GRS      | UCI Pro Team             |
| RadioShack Leopard                      | RLT      | UCI Pro Team             |
| Cannondale Pro Cycling                  | CAN      | UCI Pro Team             |
| Orica GreenEDGE                         | OGE      | UCI Pro Team             |
| UnitedHealthcare Pro Cycling Team       | UHC      | Profissional Continental |
| MTN Qhubeka                             | MTN      | Profissional Continental |
| Champion System                         | CSS      | Profissional Continental |
| 5 Hour Energy                           | 5HR      | Continental              |
| Optum-Kelly Benefit Strategies          | OPM      | Continental              |
| Bissell Cycling                         | BPC      | Continental              |
| Bontrager Cycling Team                  | BLS      | Continental              |
| Funvic Brasilinvest-São José dos Campos | FUN      | Continental              |
| Jamis-Hagens Berman                     | JSH      | Continental              |
| Hincapie Sportswear Development Team    | HSD      | Continental              |
| Jelly Belly-Kenda                       | JBC      | Continental              |

O Tour de Utah de 2013, contou com a participação de 122 ciclistas em 16 equipas. As formações começaram integradas por 8 corredores, excepto BMC, Garmin Sharp, Orica GreenEDGE e MTN Qhubeka que o fizeram com 7 e Cannondale que o fez com 6. Produziram-se 31 abandonos ou deserções e finalizaram a corrida 91 ciclistas.
A seguinte tabela mostra a lista dos participantes, a posição final da cada um e no caso de abandono, a etapa na qual deixaram de participar:
| BMC Racing Team | BMC Racing Team   | BMC Racing Team |
| --------------- | ----------------- | --------------- |
| Dorsal          | Ciclista          | Posição         |
| 1               | Greg Van Avermaet | 25º             |
| 2               | Steve Cummings    | 40º             |
| 3               | Yannick Eijssen   | 17º             |
| 4               | Michael Schär     | 7º              |
| 5               | Lawrence Warbasse | 28º             |
| 6               | Julien Taramarcaz | 65º             |
| 7               | Jakub Novak       | 23º             |

| Garmin Sharp | Garmin Sharp          | Garmin Sharp |
| ------------ | --------------------- | ------------ |
| Dorsal       | Ciclista              | Posição      |
| 11           | Ryder Hesjedal        | AB-6         |
| 12           | Tom Danielson         | 1º           |
| 13           | Rohan Dennis          | 45º          |
| 14           | Lachlan Morton        | 14º          |
| 15           | Peter Stetina         | 20º          |
| 16           | Christian Vande Velde | 63º          |
| 17           | David Zabriskie       | 66º          |

| Orica GreenEDGE | Orica GreenEDGE   | Orica GreenEDGE |
| --------------- | ----------------- | --------------- |
| Dorsal          | Ciclista          | Posição         |
| 21              | Tomas Vaitkus     | HD-3            |
| 22              | Wesley Sulzberger | 26º             |
| 23              | Michael Matthews  | 54º             |
| 24              | Baden Cooke       | 77º             |
| 25              | Michael Hepburn   | HD-3            |
| 26              | Sam Bewley        | 62º             |
| 27              | Damian Howson     | 75º             |

| RadioShack Leopard | RadioShack Leopard | RadioShack Leopard |
| ------------------ | ------------------ | ------------------ |
| Dorsal             | Ciclista           | Posição            |
| 31                 | Christopher Horner | 2º                 |
| 32                 | George Bennett     | 11º                |
| 33                 | Matthew Busche     | 5º                 |
| 34                 | Benjamin King      | 22º                |
| 35                 | Tiago Machado      | 10º                |
| 36                 | Nélson Oliveira    | 83º                |
| 37                 | Hayden Roulston    | 81º                |
| 38                 | Jens Voigt         | 56º                |

| Cannondale Pro Cycling | Cannondale Pro Cycling | Cannondale Pro Cycling |
| ---------------------- | ---------------------- | ---------------------- |
| Dorsal                 | Ciclista               | Posição                |
| 41                     | Ted King               | 39º                    |
| 42                     | Stefano Agostini       | 35º                    |
| 43                     | Michel Koch            | 47º                    |
| 44                     | Matthias Krizek        | 74º                    |
| 45                     | Nariyuki Masuda        | 46º                    |
| 46                     | Juraj Sagan            | 76º                    |

| UnitedHealthcare | UnitedHealthcare   | UnitedHealthcare |
| ---------------- | ------------------ | ---------------- |
| Dorsal           | Ciclista           | Posição          |
| 51               | Lucas Euser        | 4º               |
| 52               | Alessandro Bazzana | 52º              |
| 53               | Jonathan Clarke    | 71º              |
| 54               | Ben Day            | 13º              |
| 55               | Philip Deignan     | 6º               |
| 56               | Chris Jones        | 61º              |
| 57               | Kiel Reijnen       | 33º              |
| 58               | Jeff Louder        | 21º              |

| Champion System | Champion System | Champion System |
| --------------- | --------------- | --------------- |
| Dorsal          | Ciclista        | Posição         |
| 61              | Chade Beyer     | 67º             |
| 62              | Xu Gang         | HD-6            |
| 63              | Gregory Brenes  | 15º             |
| 64              | Chris Butler    | 12º             |
| 65              | Craig Lewis     | 37º             |
| 66              | Ryota Nishizono | 73º             |
| 67              | Ryan Roth       | 84º             |
| 68              | Fu Shiu Cheung  | AB-2            |

| MTN Qhubeka | MTN Qhubeka                | MTN Qhubeka |
| ----------- | -------------------------- | ----------- |
| Dorsal      | Ciclista                   | Posição     |
| 71          | Kristian Sbaragli          | 86º         |
| 72          | Martin Wesemann            | 80º         |
| 73          | Jacques Janse van Rensburg | 36º         |
| 74          | Louis Meintjes             | AB-2        |
| 75          | Meran Russan               | 72º         |
| 76          | Jim Songezo                | HD-3        |
| 77          | Tsgabu Grmay               | 27º         |

| Funvic Brasilinvest-São José dos Campos | Funvic Brasilinvest-São José dos Campos | Funvic Brasilinvest-São José dos Campos |
| --------------------------------------- | --------------------------------------- | --------------------------------------- |
| Dorsal                                  | Ciclista                                | Posição                                 |
| 81                                      | Magno Nazaret                           | AB-6                                    |
| 82                                      | Flavio Cardoso                          | 88º                                     |
| 83                                      | Otavio Bulgarelli                       | HD-3                                    |
| 84                                      | Francisco Chamorro                      | HD-3                                    |
| 85                                      | Alex Diniz                              | 18º                                     |
| 86                                      | Antonio Garnero                         | AB-2                                    |
| 87                                      | Tiago Fiorilli                          | 64º                                     |
| 88                                      | Ramiro Cabrera                          | HD-6                                    |

| Bissell Cycling | Bissell Cycling  | Bissell Cycling |
| --------------- | ---------------- | --------------- |
| Dorsal          | Ciclista         | Posição         |
| 91              | Phillip Gaimon   | 50º             |
| 92              | Jason McCartney  | 85º             |
| 93              | Jeremy Vennell   | AB-6            |
| 94              | Chris Baldwin    | 32º             |
| 95              | Jonathan McCarty | 89º             |
| 96              | Carter Jones     | 8º              |
| 97              | Michael Torckler | 48º             |
| 98              | Tommy Nankervis  | HD-6            |

| Optum-Kelly Benefit Strategies | Optum-Kelly Benefit Strategies | Optum-Kelly Benefit Strategies |
| ------------------------------ | ------------------------------ | ------------------------------ |
| Dorsal                         | Ciclista                       | Posição                        |
| 101                            | Alex Candelario                | 78º                            |
| 102                            | Eric Young                     | HD-6                           |
| 103                            | Jesse Anthony                  | 70º                            |
| 104                            | Marsh Cooper                   | 57º                            |
| 105                            | Chade Faça                     | 29º                            |
| 106                            | Michael Sherer                 | AB-1                           |
| 107                            | Jeremy Durrin                  | 79º                            |
| 108                            | Michael Friedman               | NP-5                           |

| Jamis-Hagens Berman | Jamis-Hagens Berman | Jamis-Hagens Berman |
| ------------------- | ------------------- | ------------------- |
| Dorsal              | Ciclista            | Posição             |
| 111                 | Janier Acevedo      | 3º                  |
| 112                 | Juan José Haedo     | AB-6                |
| 113                 | Matt Cooke          | 19º                 |
| 114                 | Tyler Wren          | 24º                 |
| 115                 | Carson Miller       | 91º                 |
| 116                 | Luis Romero Amassem | 53º                 |
| 117                 | James Driscoll      | 59º                 |
| 118                 | Ruben Companioni    | HD-4                |

| Bontrager Cycling Team | Bontrager Cycling Team | Bontrager Cycling Team |
| ---------------------- | ---------------------- | ---------------------- |
| Dorsal                 | Ciclista               | Posição                |
| 121                    | Nathan Brown           | AB-6                   |
| 122                    | Lawson Craddock        | HD-6                   |
| 123                    | Andzs Flaksis          | 42º                    |
| 124                    | Gavin Mannion          | 16º                    |
| 125                    | Connor O'Leary         | 58º                    |
| 126                    | Tanner Putt            | 49º                    |
| 127                    | Jasper Stuyven         | 51º                    |
| 128                    | Nathan Wilson          | 44º                    |

| 5 Hour Energy | 5 Hour Energy      | 5 Hour Energy |
| ------------- | ------------------ | ------------- |
| Dorsal        | Ciclista           | Posição       |
| 131           | Francisco Mancebo  | 9º            |
| 132           | Robert Sweeting    | AB-6          |
| 133           | Nathaniel English  | AB-2          |
| 134           | Taylor Shelden     | 68º           |
| 135           | David Williams     | HD-6          |
| 136           | Max Jenkins        | 41º           |
| 137           | James Stemper      | HD-6          |
| 138           | Andrés Miguel Díaz | 60º           |

| Jelly Belly-Kenda | Jelly Belly-Kenda   | Jelly Belly-Kenda |
| ----------------- | ------------------- | ----------------- |
| Dorsal            | Ciclista            | Posição           |
| 141               | Fred Rodríguez      | 87º               |
| 142               | Morgan Schmitt      | 43º               |
| 143               | Ian Burnett         | HD-6              |
| 144               | Alex Hagman         | 38º               |
| 145               | Emerson Oronte      | 69º               |
| 146               | Luis Enrique Dávila | 30º               |
| 147               | Serghei Tvetcov     | 34º               |
| 148               | Cristiaan Kriek     | AB-3              |

| Hincapie Sportswear Development Team | Hincapie Sportswear Development Team | Hincapie Sportswear Development Team |
| ------------------------------------ | ------------------------------------ | ------------------------------------ |
| Dorsal                               | Ciclista                             | Posição                              |
| 151                                  | Joseph Schmalz                       | 55º                                  |
| 152                                  | Andy Baker                           | 90º                                  |
| 153                                  | Benjamin Zawacki                     | HD-3                                 |
| 154                                  | Joey Rosskopf                        | 31º                                  |
| 155                                  | Joseph Lewis                         | 82º                                  |
| 156                                  | Oscar Clark                          | HD-6                                 |
| 157                                  | Robin Carpenter                      | AB-5                                 |
| 158                                  | Tyler Magner                         | HD-6                                 |

## Legenda
| Legenda | Legenda | Legenda | Legenda                                                                                           |
| ------- | --- | ------- | ------------------------------------------------------------------------------------------------- |
| Dorsal  | Dorsal de saída do ciclista | Posição | Posição final na classificação geral                                                              |
|         | Indica o vencedor da classificação geral                                                                                       |         | Indica o vencedor da classificação da montanha                                                    |
|         | Indica o ganhador da classificação por pontos                                                                                  |         | Indica o ganhador da classificação dos jovens                                                     |
| NP      | Indica um ciclista que não tem tomado a saída numa etapa, seguido do número de etapa na que não tomou a saída                  | AB      | Indica um ciclista que não tem finalizado uma etapa, seguido do número de etapa em que se retirou |
| HD      | Indica um ciclista que tem finalizado uma etapa fora de controle, seguido do número de etapa na que ocorreu dita circunstância | EX      | Corredor excluído por não respeitar o regulamento                                                 |

## Etapas
| Etapa | Data         | Percorrido                                 | Km   | Vencedor          | Líder             |
| 1.ª   | 6 de agosto  | Brian Head-Cedar City                      | 180  | Greg Van Avermaet | Greg Van Avermaet |
| 2.ª   | 7 de agosto  | Panguitch-Torrey                           | 210  | Michael Matthews  | Michael Matthews  |
| 3.ª   | 8 de agosto  | Richfield-Payson                           | 191  | Lachlan Morton    | Lachlan Morton    |
| 4.ª   | 9 de agosto  | Circuito em Salt Lake City                 | 54,7 | Michael Matthews  | Lachlan Morton    |
| 5.ª   | 10 de agosto | Ogden (Snowbasin)-Estação de Esqui de Alta | 182  | Chris Horner      | Chris Horner      |
| 6.ª   | 11 de agosto | Park City-Park City                        | 125  | Francisco Mancebo | Tom Danielson     |

## Classificações

### Classificação geral
| Posição | Ciclista          | Equipa              | Tempo            |
| ------- | ----------------- | ------------------- | ---------------- |
|         | Tom Danielson     | Garmin Sharp        | 23 h 05 min 45 s |
| 2.º     | Chris Horner      | Radioshack Leopard  | a 1 min 29 s     |
| 3.º     | Janier Acevedo    | Jamis-Hagens Berman | a 1 min 37 s     |
| 4.º     | Lucas Euser       | UnitedHealthcare    | a 2 min 02 s     |
| 5.º     | Matthew Busche    | RadioShack Leopard  | a 2 min 06 s     |
| 6.º     | Philip Deignan    | UnitedHealthcare    | a 2 min 27 s     |
| 7.º     | Michael Schär     | BMC                 | a 3 min 11 s     |
| 8.º     | Carter Jones      | Bissell             | a 3 min 49 s     |
| 9.º     | Francisco Mancebo | 5 Hour Energy       | a 3 min 50 s     |
| 10.º    | Tiago Machado     | RadioShack Leopard  | a 3 min 50 s     |

| 11.º | George Bennett  | RadioShack Leopard                      | a 3 min 56 s  |
| 12.º | Chris Butler    | Champion System                         | a 4 min 53 s  |
| 13.º | Benjamin Day    | UnitedHealthcare                        | a 6 min 38 s  |
| 14.º | Lachlan Morton  | Garmin Sharp                            | a 6 min 40 s  |
| 15.º | Gregory Brenes  | Champion System                         | a 7 min 37 s  |
| 16.º | Gavin Mannion   | Bontrager                               | a 9 min 53 s  |
| 17.º | Yannick Eijssen | BMC Racing                              | a 11 min 16 s |
| 18.º | Alex Diniz      | Funvic Brasilinvest-São José dos Campos | a 11 min 59 s |
| 19.º | Matt Cooke      | Jamis-Hagens Berman                     | a 14 min 48 s |
| 20.º | Peter Stetina   | Garmin Sharp                            | a 16 min 01 s |

### Classificação da montanha
| Posição | Ciclista          | Equipa        | Pontos |
| ------- | ----------------- | ------------- | ------ |
|         | Michael Torckler  | Bissel        | 40     |
| 2       | Tom Danielson     | Garmin Sharp  | 33     |
| 2       | Francisco Mancebo | 5 Hour Energy | 20     |

### Classificação por pontos
| Posição | Ciclista          | Equipa           | Pontos |
| ------- | ----------------- | ---------------- | ------ |
|         | Michael Matthews  | Orica GreenEDGE  | 53     |
| 2       | Greg Van Avermaet | BMC Racing       | 46     |
| 3       | Kiel Reijnen      | UnitedHealthcare | 30     |

### Classificação dos jovens
| Posição | Ciclista       | Equipa       | Pontos           |
| ------- | -------------- | ------------ | ---------------- |
|         | Lachlan Morton | Garmin Sharp | 23 h 12 min 25 s |
| 2       | Gavin Mannion  | Bontrager    | a 3 min 13 s     |
| 3       | Tsgabu Grmay   | MTN Qhubeka  | a 15 min 32 s    |

### Classificação por equipas
| Posição | Equipa              | Tempo            |
| ------- | ------------------- | ---------------- |
|         | RadioShack Leopard  | 69 h 23 min 36 s |
| 2       | UnitedHealthcare    | a 4 min 50 s     |
| 3       | BMC Racing          | a 12 min 27 s    |
| 4       | Garmin Sharp        | a 16 min 34 s    |
| 5       | Jamis-Hagens Berman | a 25 min 47 s    |

## Evolução das classificações
| Etapa (Vencedor)              | Classificação geral | Classificação por pontos | Classificação da montanha | Classificação dos jovens | Classificação por equipas      | Prêmio da combatividad |
| ----------------------------- | ------------------- | ------------------------ | ------------------------- | ------------------------ | ------------------------------ | ---------------------- |
| 1.ª etapa (Greg Van Avermaet) | Greg Van Avermaet   | Greg Van Avermaet        | Michael Torckler          | Tyler Magner             | Optum-Kelly Benefit Strategies | Christopher Jones      |
| 2.ª etapa (Michael Matthews)  | Michael Matthews    | Michael Matthews         | Michael Torckler          | Tyler Magner             | Hincapie Sportswear            | Martin Wesemann        |
| 3.ª etapa (Lachlan Morton)    | Lachlan Morton      | Greg Van Avermaet        | Michael Torckler          | Lachlan Morton           | Garmin Sharp                   | James Stemper          |
| 4.ª etapa (Michael Matthews)  | Lachlan Morton      | Greg Van Avermaet        | Michael Torckler          | Lachlan Morton           | Garmin Sharp                   | Craig Lewis            |
| 5.ª etapa (Chris Horner)      | Chris Horner        | Greg Van Avermaet        | Michael Torckler          | Lachlan Morton           | RadioShack Leopard             | Yannick Eijssen        |
| 6.ª etapa (Francisco Mancebo) | Tom Danielson       | Michael Matthews         | Michael Torckler          | Lachlan Morton           | RadioShack Leopard             | Francisco Mancebo      |
| Final                         | Tom Danielson       | Michael Matthews         | Michael Torckler          | Lachlan Morton           | RadioShack Leopard             | Não se entregou        |

## UCI America Tour
A corrida ao estar integrada ao calendário internacional americano 2012-2013 outorgou pontos para dito campeonato. O barómetro de pontuação é o seguinte:
| Posição                   | 1.º | 2.º | 3.º | 4.º | 5.º | 6.º | 7.º | 8.º | 9.º | 10.º | 11.º | 12.º |
| Classificação geral final | 80  | 56  | 32  | 24  | 20  | 16  | 12  | 8   | 7   | 6    | 5    | 3    |
| Por etapa                 | 16  | 11  | 6   | 5   | 4   | 2   |     |     |     |      |      |      |
| Líder Geral por etapa     | 8   |     |     |     |     |     |     |     |     |      |      |      |

- Nota:É importante destacar que os pontos que obtêm ciclistas de equipas UCI ProTeam não são tomados em conta nesta classificação, já que o UCI America Tour é uma classificação fechada a ciclistas de equipas Profissionais Continentais, Continentais e amadoras.

Os ciclistas que obtiveram pontos foram os seguintes:
| Ciclista           | Equipa                         | Pontos por a classificação final | Pontos de etapa | Pontos de líder | Total |
| ------------------ | ------------------------------ | -------------------------------- | --------------- | --------------- | ----- |
| Janier Acevedo     | Jamis-Hagens Berman            | 32                               | 15              | -               | 47    |
| Lucas Euser        | UnitedHealthcare               | 24                               | 15              | -               | 39    |
| Francisco Mancebo  | 5 Hour Energy                  | 7                                | 16              | -               | 23    |
| Philip Deignan     | UnitedHealthcare               | 16                               | -               | -               | 16    |
| Jasper Stuyven     | Bontrager                      | -                                | 12              | -               | 12    |
| Kiel Reijnen       | UnitedHealthcare               | -                                | 10              | -               | 10    |
| Carter Jones       | Bissell                        | 8                                | -               | -               | 8     |
| Tyler Magner       | Hincapie Sportswear            | -                                | 8               | -               | 8     |
| Alessandro Bazzana | UnitedHealthcare               | -                                | 5               | -               | 5     |
| Eric Young         | Optum-Kelly Benefit Strategies | -                                | 5               | -               | 5     |
| Jesse Anthony      | Optum-Kelly Benefit Strategies | -                                | 4               | -               | 4     |
| Chris Butler       | Champion System                | 3                                | -               | -               | 3     |
| Gregory Brenes     | Champion System                | -                                | 2               | -               | 2     |
| Joseph Lewis       | Hincapie Sportswear            | -                                | 2               | -               | 2     |